# 애수의 이별
애수의 이별(Never Say Goodbye)은 미국에서 제작된 제리 호퍼 감독의 1956년 드라마, 멜로/로맨스 영화이다. 루이지 피란델로의 소설을 바탕으로 제작되었다. 록 허드슨 등이 주연으로 출연하였다. 이 영화의 다른 제목은 네버 세이 굿바이(Never Say Goodbye)이다.

## 출연

### 주연
- 록 허드슨
- 조지 샌더스
- 쉘리 파바레스